# Ra'ad bin Zeid
Ra'ad bin Zeid (nacido el 18 de febrero de 1936) es el hijo del príncipe Zayd de la Casa Hachemita y de la princesa Fahrelnissa Zeid nacida Fahrelnissa Kabaaj, una noble turca. Después de la muerte de su padre el 18 de octubre de 1970, heredó la posición como heredero de las Casas Reales de Irak y Siria. Ra'ad ha vivido en Londres y París. El rey de Jordania lo ha reconocido como Su Alteza Real y Príncipe.

## Posiciones
- Asistente de Investigación en el Centro de Oriente Medio (Universidad de Cambridge, 1960-1963).
- Primer Chambelán de la Real Corte de Jordania (1963-1965).
- Director Geneneral de la Organización Jordana para el Bienestar de la Juventud (1965-1974).
- Ministro de la Real Corte (1974-1975).
- Lord Chambelán (desde 1975).
- Presidente del Comité para la Restauración de las Tumbas de los Compañeros del Profeta.
- Asociación Jordana de Radio Amateur.
- Sociedad de Amigos de los Ciegos.
- Amigos del Banco de Ojos de Jordania.
- Federación Jordana del Deporte para los Discapacitados.
- Sociedad para los Familiares y Amigos de los Discapacitados.
- Asociación de para la Amistad Jordano-Escandinava.
- Sociedad Jordano-Sueca de Medicina.
- Organización Nacional Petra.
- Organización Jordana Special Olympics.
- Comité Olímpico Jordano.
- Presidente de Honor de la Asociación Jordano-Francesa de Medicina.
- Presidente de Honor de la Real Sociedad Jordana de Radio Amateur.
- Vicepresidente del Centro Jordano-Americano para la Investigación Arqueológica.
- Director de Honor de la Fundación Nacional Petra (Estados Unidos de América).
- Exmiembro del Consejo Árabe para el Desarrollo del Niño.
- Exmiembro de la Fundación Internacional "Deporte para los Discapacitados".

## Distinciones honoríficas[1]
- Medalla Conmemorativa de la Coronación del Rey Faisal II (Reino de Irak, 02/05/1953).
- Caballero Gran Cruz de la Orden de San Silvestre (Estado del Vaticano, 09/05/1964).
- Gran Oficial de la Orden de Leopoldo II (Reino de Bélgica, 09/08/1964).
- Comendador de la Orden de la Legión de Honor (República Francesa, 04/01/1965).
- Caballero Comendador de la Orden del Defensor del Reino [P.M.N.] (Federación de Malasia, 1965).[2]
- Caballero Comendador de la Real Orden Victoriana (Reino Unido, 19/07/1966).
- Caballero Gran Cordón de la Suprema Orden del Renacimiento (Reino Hachemita de Jordania, 1966).
- Caballero Gran Cruz de la Orden de Sayyid Muhammad bin Ali al-Sanussi (Reino de Libia, 20/08/1967).
- Caballero Gran Cordón de la Orden de la Independencia (Reino Hachemita de Jordania, 1967).
- Caballero Gran Cordón de la Orden de la Estrella de Jordania (Reino Hachemita de Jordania, 1967).
- Caballero de Segunda Clase de la Orden del Rey Abdulaziz (Reino de Arabia Saudita, 21/01/1975).
- Caballero Gran Cruz de la Orden del Mérito Civil (República Árabe Siria, 19/06/1975).
- Caballero de Primera Clase de la Orden de Tudor Vladimirescu (República Socialista de Rumanía, 02/07/1975).
- Caballero Gran Cruz de la Orden Mexicana del Águila Azteca (Estados Unidos Mexicanos, 30/10/1975).
- Caballero Gran Cordón de la Orden del Sagrado Tesoro (Estado de Japón, 02/03/1976).
- Caballero Gran Cruz de la Real Orden de Isabel la Católica (Reino de España, 18/03/1977).[3]
- Gran Decoración de Honor en Oro con Fajín de la Orden al Mérito de la República de Austria (República de Austria, 24/02/1978).
- Caballero Gran Cruz de la Orden del Mérito de la República Federal de Alemania (República Federal de Alemania, 05/11/1978).
- Gran Oficial de la Orden Nacional del Mérito (República Francesa, 01/08/1980).
- Caballero Gran Cruz de la Orden al Mérito de la República Italiana (República Italiana, 26/11/1983).[4]
- Caballero Gran Cruz de Honor de la Real Orden Victoriana (Reino Unido, 26/03/1984).
- Caballero Gran Cruz de la Orden Nacional del Mérito (República Francesa, 21/11/1984).
- Comandante Gran Cruz de la Orden de la Estrella Polar (Reino de Suecia, 08/09/1989).
- Caballero Gran Cordón de la Suprema Orden del Renacimiento [Clase especial] (Reino Hachemita de Jordania, 18/11/1992).
- Caballero Gran Cordón de la Orden de Hussein ibn Ali (Reino Hachemita de Jordania, 20/09/1999).

## Ancestros
|  |                                        |  |  |  |  |  |  |  |  |  |  |  |  |  |  |  |
|  | 16. Muhammad bin Abdul Muin            |  |  |  |  |  |  |  |  |  |  |  |  |  |  |  |
|  |                                        |  |  |  |  |  |  |  |  |  |  |  |  |  |  |  |
|  |                                        |  |  |  |  |  |  |  |  |  |  |  |  |  |  |  |
|  | 8. Ali Pasha bin Muhammad              |  |  |  |  |  |  |  |  |  |  |  |  |  |  |  |
|  |                                        |  |  |  |  |  |  |  |  |  |  |  |  |  |  |  |
|  |                                        |  |  |  |  |  |  |  |  |  |  |  |  |  |  |  |
|  | 4. Hussein bin Ali                     |  |  |  |  |  |  |  |  |  |  |  |  |  |  |  |
|  |                                        |  |  |  |  |  |  |  |  |  |  |  |  |  |  |  |
|  |                                        |  |  |  |  |  |  |  |  |  |  |  |  |  |  |  |
|  | 18. Jeque Gharam al-Shahar             |  |  |  |  |  |  |  |  |  |  |  |  |  |  |  |
|  |                                        |  |  |  |  |  |  |  |  |  |  |  |  |  |  |  |
|  |                                        |  |  |  |  |  |  |  |  |  |  |  |  |  |  |  |
|  | 9. Jequesa Salha bint Gharam al-Shahar |  |  |  |  |  |  |  |  |  |  |  |  |  |  |  |
|  |                                        |  |  |  |  |  |  |  |  |  |  |  |  |  |  |  |
|  |                                        |  |  |  |  |  |  |  |  |  |  |  |  |  |  |  |
|  | 2. Zeid bin Hussein                    |  |  |  |  |  |  |  |  |  |  |  |  |  |  |  |
|  |                                        |  |  |  |  |  |  |  |  |  |  |  |  |  |  |  |
|  |                                        |  |  |  |  |  |  |  |  |  |  |  |  |  |  |  |
|  | 20. Mustafa Rashid Pasha               |  |  |  |  |  |  |  |  |  |  |  |  |  |  |  |
|  |                                        |  |  |  |  |  |  |  |  |  |  |  |  |  |  |  |
|  |                                        |  |  |  |  |  |  |  |  |  |  |  |  |  |  |  |
|  | 10. Salah Bey                          |  |  |  |  |  |  |  |  |  |  |  |  |  |  |  |
|  |                                        |  |  |  |  |  |  |  |  |  |  |  |  |  |  |  |
|  |                                        |  |  |  |  |  |  |  |  |  |  |  |  |  |  |  |
|  | 5. Adila Khanum                        |  |  |  |  |  |  |  |  |  |  |  |  |  |  |  |
|  |                                        |  |  |  |  |  |  |  |  |  |  |  |  |  |  |  |
|  |                                        |  |  |  |  |  |  |  |  |  |  |  |  |  |  |  |
|  | 1. Ra'ad bin Zeid                      |  |  |  |  |  |  |  |  |  |  |  |  |  |  |  |
|  |                                        |  |  |  |  |  |  |  |  |  |  |  |  |  |  |  |
|  |                                        |  |  |  |  |  |  |  |  |  |  |  |  |  |  |  |
|  | 6. Muhammad Shakir Pasha Kabaaj        |  |  |  |  |  |  |  |  |  |  |  |  |  |  |  |
|  |                                        |  |  |  |  |  |  |  |  |  |  |  |  |  |  |  |
|  |                                        |  |  |  |  |  |  |  |  |  |  |  |  |  |  |  |
|  | 3. Fahrelnissa Kabaaj                  |  |  |  |  |  |  |  |  |  |  |  |  |  |  |  |
|  |                                        |  |  |  |  |  |  |  |  |  |  |  |  |  |  |  |
|  |                                        |  |  |  |  |  |  |  |  |  |  |  |  |  |  |  |
|  | 7. Sara Izmat Khanum                   |  |  |  |  |  |  |  |  |  |  |  |  |  |  |  |
|  |                                        |  |  |  |  |  |  |  |  |  |  |  |  |  |  |  |
|  |                                        |  |  |  |  |  |  |  |  |  |  |  |  |  |  |  |